# Martin Johann Wikosch
Martin Johann Wikosch, česky Martin Jan Wikosch (8. listopadu 1754 Uherský Brod – 28. října 1826 Vídeň) byl historik, profesor dějin, rektor v Innsbrucku a v Olomouci, děkan Filosofické fakulty Vídeňské univerzity.

## Život
Martin Johann Wikosch studoval staré jazyky, filosofii a právo na olomoucké univerzitě, pak odešel do Vídně, kde promoval. V roce 1781 se stal prefektem na Tereziánské akademii ve Vídni. Od roku 1784 pak byl skriptorem knihovny akademického lycea v Innsbrucku. V roce 1789 se zde stal profesorem světových dějin, a v roce 1805 rektorem lycea. Poté, co bylo Tyrolsko připojeno k Bavorsku, tak odešel v roce 1806 do Olomouce, kde krátce vyučoval taktéž světové dějiny, a kde se v roce 1807 stal rektorem. Od roku 1808 byl profesorem na Vídeňské univerzitě, kde vyučoval světové dějiny, diplomatiku a heraldiku. V roce 1818 se zde pak stal děkanem Filosofické fakulty. V roce 1823 odešel na odpočinek a zemřel o tři roky později.